# حزقيال كارلوس بيلو
حزقيال كارلوس بيلو (بالإسبانية: Juan Carlos Bello)‏ هو سباح بيروفي، ولد في 6 يناير 1949 في موليندو في بيرو.

## وصلات خارجية
- حزقيال كارلوس بيلو على موقع الاتحاد الدولي للسباحة (الإنجليزية)
- حزقيال كارلوس بيلو على موقع أوليمبيديا (الإنجليزية)